# آنتون اشتاینر
آنتون اشتاینر (انگلیسی: Anton Steiner؛ زادهٔ ۲۰ سپتامبر ۱۹۵۸) اسکی‌باز آلپاین اهل اتریش است.